# OR1N2
OR1N2 (англ. Olfactory receptor family 1 subfamily N member 2) – білок, який кодується однойменним геном, розташованим у людей на короткому плечі 9-ї хромосоми. Довжина поліпептидного ланцюга білка становить 330 амінокислот, а молекулярна маса — 36 889.
| 10         |  | 20         |  | 30         |  | 40         |  | 50         |
| ---------- |  | ---------- |  | ---------- |  | ---------- |  | ---------- |
| MEGFYLRRSH |  | ELQGMGKPGR |  | VNQTTVSDFL |  | LLGLSEWPEE |  | QPLLFGIFLG |
| MYLVTMVGNL |  | LIILAISSDP |  | HLHTPMYFFL |  | ANLSLTDACF |  | TSASIPKMLA |
| NIHTQSQIIS |  | YSGCLAQLYF |  | LLMFGGLDNC |  | LLAVMAYDRY |  | VAICQPLHYS |
| TSMSPQLCAL |  | MLGVCWVLTN |  | CPALMHTLLL |  | TRVAFCAQKA |  | IPHFYCDPSA |
| LLKLACSDTH |  | VNELMIITMG |  | LLFLTVPLLL |  | IVFSYVRIFW |  | AVFVISSPGG |
| RWKAFSTCGS |  | HLTVVLLFYG |  | SLMGVYLLPP |  | STYSTERESR |  | AAVLYMVIIP |
| TLNPFIYSLR |  | NRDMKEALGK |  | LFVSGKTFFL |  |            |  |            |

A: Аланін

C: Цистеїн

D: Аспарагінова кислота

E: Глутамінова кислота

F: Фенілаланін

G: Гліцин

H: Гістидин

I: Ізолейцин

K: Лізин

L: Лейцин

M: Метіонін

N: Аспарагін

P: Пролін

Q: Глутамін

R: Аргінін

S: Серин

T: Треонін

V: Валін

W: Триптофан

Кодований геном білок за функціями належить до рецепторів, g-білокспряжених рецепторів, білків внутрішньоклітинного сигналінгу. 
Локалізований у клітинній мембрані.